# Џером (Аризона)
Џером (енгл. Jerome) град је у америчкој савезној држави Аризона. По попису становништва из 2010. у њему је живело 444 становника.

## Демографија
Према попису становништва из 2010. у граду је живело 444 становника, што је 115 (35,0%) становника више него 2000. године.
| Група             | 2000.       | 2010.       |
| Белци             | 287 (87,2%) | 401 (90,3%) |
| Афроамериканци    | 1 (0,3%)    | 3 (0,7%)    |
| Азијати           | 1 (0,3%)    | 1 (0,2%)    |
| Хиспаноамериканци | 27 (8,2%)   | 25 (5,6%)   |
| Укупно            | 329         | 444         |